# Джесси, Клаудия
Клаудия Джесси (англ. Claudia (/klɔːdjə/) Jessie, род. 30 октября 1989 года в Бирмингеме, Великобритания) — британская актриса, получившая известность после исполнения ролей в телесериалах «По долгу службы», «Ярмарка тщеславия» и «Бриджертоны».

## Детство
Клаудия Джесси родилась и выросла в Мосли, на окраине Бирмингема, где её семья жила на канальной барже. Семья испытывала значительные финансовые трудности, особенно после ухода отца. Мать работала горничной, чтобы обеспечивать Клаудию и её брата. Некоторое время она провела в Лондоне, пока не вернулась в Бирмингем, когда ей исполнилось 17 лет.
Джесси не получала специального актёрского образования, её талант открыла режиссёр Бирмингемской школы драмы Ханна Филлипс, заметившая её в любительской постановке. После этого Джесси получила приглашение в труппу небольшого LGBTQ+ театра.

## Карьера
Ранние работы Клаудии Джесси включают эпизодические роли в мыльных операх «Врачи» и «Катастрофа». Также она появилась в небольшой роли в сериале «Обитель Анубиса» и затем повторила её в одноимённом телефильме. В 2015 году она получила главную роль в третьем сезоне телесериала «Женщина-констебль». В 2017 году сыграла детектива-констебля Джоди Тейлор в четвёртом сезоне процедурала «По долгу службы», выходившем на телеканале BBC One, а также одну из главных ролей в ситкоме «Портер».
В 2018 году Джесси исполнила роль Амелии Седли в телесериале «Ярмарка тщеславия» телеканала ITV. Она появилась в качестве приглашенной актрисы в эпизоде «Керблам!» 11 сезона фантастического сериала «Доктор Кто».
С 2020 года играет одну из главных ролей в популярном сериале «Бриджертоны». Её героиня Элоиза — пятый ребёнок и вторая дочь в большой и дружной семье, прямолинейная и резкая феминистка, осуждающая светский образ жизни и предопределение судьбы женщины в обществе.
В 2025 году исполнила роль Мэгги Махон в сериале Токсичный город от Netflix.

## Личная жизнь
Клаудия Джесси живёт в Бирмингеме, на канальной барже, которую она купила в 2018 году. С 17 лет она исповедует буддизм Нитирэн, что, по её словам, помогает ей справляться с психологическими проблемами и тревожностью. Джесси — веган и выступает за ответственное отношение к ресурсам и переработке.

## Комментарии
1. ↑  Согласно английской транскрипции — Клодия.